# Калатаб'яно
Калатаб'яно (італ. Calatabiano, сиц. Cattabbianu) — муніципалітет в Італії, у регіоні Сицилія,  метрополійне місто Катанія.
Калатаб'яно розташований на відстані близько 510 км на південний схід від Рима, 170 км на схід від Палермо, 37 км на північний схід від Катанії.
Населення — 5309 осіб (2014).

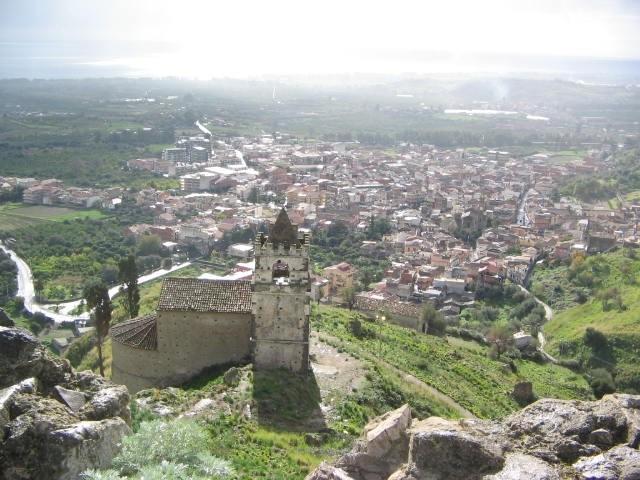

Щорічний фестиваль відбувається 23 квітня. Покровитель — святий Юрій.

## Демографія
Населення за роками:

Станом на 1 січня 2023 року в муніципалітеті офіційно проживало 213 іноземців з 42 країн, серед них 91 громадянин країн Євросоюзу та 10 громадян України.

## Сусідні муніципалітети
- Кастільйоне-ді-Сицилія
- Фьюмефреддо-ді-Сицилія
- Джардіні-Наос
- Лінгуаглосса
- П'єдімонте-Етнео
- Таорміна